# Trần Lệ Xuân
Trần Lệ Xuân (22 tháng 8 năm 1924 – 24 tháng 4 năm 2011), còn được gọi tắt theo tên chồng là bà Nhu (tiếng Anh: Madame Nhu), là một gương mặt then chốt trong chính quyền Ngô Đình Diệm (vợ của Ngô Đình Nhu, em trai và cũng là cố vấn thân cận nhất của Ngô Đình Diệm) và là chủ tịch Phong trào Liên đới Phụ nữ trực thuộc Đảng Cần lao Nhân vị. Sau khi anh em Ngô Đình Diệm và Ngô Đình Nhu bị đảo chính và ám sát năm 1963, bà buộc phải lưu vong sang Ý cho đến khi qua đời.

## Thân thế
Trần Lệ Xuân sinh tại Hà Nội. cũng có tài liệu nói sinh tại Huế. Ông nội là tổng đốc Nam Định Trần Văn Thông còn vợ ông Trần Văn Thông là em gái ông Bùi Quang Chiêu. Cha bà là luật sư Trần Văn Chương (1898 – 1986) từng giữ chức Bộ trưởng Bộ Ngoại giao thời kỳ Đế quốc Việt Nam, rồi bộ trưởng Bộ Kinh tế của Việt Nam Cộng Hòa thời Đệ Nhất trước khi được bổ nhiệm là đại sứ tại Mỹ. Mẹ của bà Trần Lệ Xuân tên Thân Thị Nam Trân (1910–1986) – con gái Thượng thư Bộ Binh Thân Trọng Huề, cháu gọi vua Đồng Khánh là ông ngoại.Mẹ bà Nam Trân là công nữ Như Phiên-con gái của Kiên Thái vương Hồng Cai.
Trần Lệ Xuân là con gái thứ hai của luật sư Trần Văn Chương và bà Thân Thị Nam Trân. Hai người sinh được ba người con: Trần Lệ Chi, Trần Lệ Xuân và Trần Văn Khiêm. Lúc nhỏ, bà học trường Albert Sarraut ở Hà Nội, tốt nghiệp tú tài Pháp. Năm 1943 bà kết hôn với Ngô Đình Nhu và theo đạo Công giáo của nhà chồng.

## Hoạt động chính trị
Bà là dân biểu trong Quốc hội thời Đệ Nhất Cộng hòa cùng là chủ tịch Hội Phụ nữ Liên đới (một tổ chức ngoại vi của đảng Cần lao). Tuy nhiên địa vị quan trọng hơn là "Bà Cố vấn" vì bà là vợ của Ngô Đình Nhu, em trai và cũng là cố vấn thân cận nhất của Ngô Đình Diệm. Do tổng thống Ngô Đình Diệm không có vợ nên bà được coi là Đệ Nhất Phu nhân (First Lady) của Việt Nam Cộng hòa từ năm 1955 đến năm 1963.
Dưới thời Đệ Nhất Cộng hòa, dư luận quần chúng cho rằng Trần Lệ Xuân là người cậy thế gia đình họ Ngô mà lộng quyền. Việc tổng thống Ngô Đình Diệm để cho bà cũng như Ngô Đình Thục, Ngô Đình Nhu, Ngô Đình Cẩn và người em út Ngô Đình Luyện tham gia vào chính sự tạo nên hình ảnh gia đình trị độc đoán kiểu phong kiến.

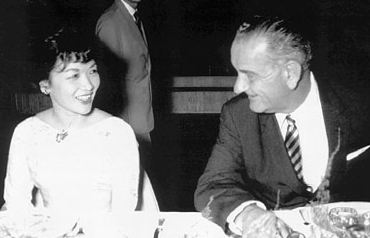
Trần Lệ Xuân và Phó Tổng thống Mỹ Johnson

Trần Lệ Xuân cũng là người khởi xướng kiểu áo dài cổ thuyền, khoét sâu (mà dân chúng vẫn gọi nôm na là "áo dài Trần Lệ Xuân") tạo ra một làn sóng thời trang áo dài hở cổ mới mà những người cổ học lên tiếng phê phán. Loại áo dài này vẫn thịnh hành đến ngày hôm nay. Ngày nay, những cánh rừng do bà khởi xướng trồng trên đường từ Sài Gòn đến rừng Cát Tiên vẫn được người dân gọi là rừng Trần Lệ Xuân.
Bà Trần Lệ Xuân có nhiều hoạt động trên chính trường trong thời gian từ năm 1955 đến 1963, làm Chủ tịch một tổ chức phụ nữ chuyên ủng hộ gia đình họ Ngô; vận động các luật liên quan đến hôn nhân gia đình; thúc đẩy việc thông qua các luật phản đối liên quan đến những vấn đề như nạo thai, ngoại tình, thi hoa hậu, đấm bốc... Bà cũng được cho là ủng hộ các luật nhằm đóng cửa các nhà chứa và ổ thuốc phiện. Bà Trần Lệ Xuân cũng bị lên án vì đã thâu tóm nhiều quyền lực và của cải, sự lộng quyền và những phát biểu cay độc trong vụ tự thiêu của các nhà sư nhằm phản đối việc đàn áp Phật giáo của chính quyền Ngô Đình Diệm.
Theo nhà ngoại giao John Mecklin, Trần Lệ Xuân là một người dễ nổi nóng, muốn áp đặt giải pháp của mình cho những vấn đề chính trị nhưng hầu như luôn làm những vấn đề đó trở nên tai hại. Bà có khả năng diễn đạt tốt và nhanh. Theo Mecklin, cách bà Nhu nói chuyện như "như súng liên thanh nổ bằng tiếng Pháp hoặc tiếng Anh."
Theo ký giả Halberstam, nguyên tắc chính trị của Trần Lệ Xuân khá đơn giản: Nhà họ Ngô luôn luôn đúng, không cần phải thỏa hiệp và cũng không cần để ý đến những chỉ trích. Theo ký giả Malcolm Browne của tờ AP, do bất đồng quan điểm, Trần Lệ Xuân còn từ bỏ cả gia đình của chính bà. Năm 1962 bà đã làm cho chị của bà (Trần Lệ Chi) phải tìm cách tự tử. Năm 1963, bà tuyên bố từ bỏ cha mẹ mình do họ phản đối thái độ của bà với Phật giáo.
Robert McNamara, nguyên Bộ trưởng Quốc phòng Mỹ, đã nhận xét về Trần Lệ Xuân: "Giống như hầu hết những người Mỹ đến đất nước này, và theo tôi, cả nhiều người Việt nữa, tôi thấy bà Nhu là một người sáng sủa, mạnh mẽ và xinh đẹp, nhưng cũng độc ác và mưu mô – một mụ phù thủy thực sự".

### Vụ tượng đàiHai Bà Trưng

Tượng Hai Bà Trưng do bà Trần Lệ Xuân cho xây năm 1962. Khi xảy ra đảo chính lật đổ nhà họ Ngô năm 1963, bức tượng bị người dân kéo tới giật sập, về sau được thay bằng tượng Trần Hưng Đạo.

Bà Trần Lệ Xuân từng cho xây dựng tượng Hai Bà Trưng, tượng này có khuôn mặt giống hệt hai mẹ con bà: Trần Lệ Xuân – Ngô Đình Lệ Thủy. Nhiều người cho rằng bà cố tình cho tạc tượng Trưng Trắc có khuôn mặt giống với bà và Trưng Nhị có khuôn mặt giống với con gái của bà là Lệ Thủy. Thời điểm ấy, nhà thơ Đông Hồ có bài thơ châm biếm "Tượng ai đâu phải tượng bà Trưng" như sau:
Tượng ai đâu phải tượng bà Trưng
Tóc uốn lưng eo kiểu lố lăng
Đón gió lại qua người ưỡn ẹo
Chờ chim Nam Bắc dáng tung tăng
Khuynh thành mặt đó y con ả
Điêu khắc tay ai khéo cái thằng
Chót vót đứng cao càng ngã nặng
Có ngày gãy cổ đứt ngang lưng
Đây một hình xưa nhục nước non
Thay hai hình mới đứng thon von
Mình ni lông xát lưng eo thắt
Ngực xu chiêng nâng vú nở tròn
Tưởng đứng hiên ngang em với chị
Hóa ra dìu dắt mẹ cùng con
Dòng sông Bến Nghé, dòng sông Hát
Lưu xú lưu phương tiếng để còn.
Theo sử gia Joseph Buttinger thì "Nhu và vợ là hai người bị thù ghét nhất Nam Việt Nam". Do đó sau này, ngày 2 tháng 11 năm 1963, khi họ Ngô vừa bị đảo chính, nhiều người dân Sài Gòn đã kéo nhau dùng một dây sắt nối với một tàu thủy để kéo sập tượng đài này, và chở trên xe xích lô máy đi diễu khắp Sài Gòn chiếc đầu tượng mang gương mặt bà Xuân.

### Biến cố Phật giáo 1963
Ngày 11/6/1963, tại ngã tư đường Lê Văn Duyệt – Phan Đình Phùng, đúng 10 giờ sáng, hoà thượng Thích Quảng Đức tự thiêu trong tư thế kiết già trước sự chứng kiến của hàng trăm quần chúng và Phật tử để phản đối chính sách đàn áp Phật giáo của chính phủ họ Ngô. Hình ảnh một hoà thượng trong ngọn lửa bốc cao vẫn ngồi kiết già im lặng tay chắp trước ngực đã tạo ấn tượng mạnh gây xúc động lớn trong nước và trên thế giới.
Về sự tự thiêu của Hòa thượng Thích Quảng Đức, bà Xuân nhiều lần công khai phát biểu gọi các vụ tự thiêu của các nhà sư là "phản bội Phật tính". Bà Trần Lệ Xuân còn châm dầu vào lửa khi phát biểu của bà về việc tự thiêu của hòa thượng Thích Quảng Đức: "Để cho họ cháy và chúng tôi sẽ vỗ tay". "Những lãnh đạo Phật giáo đã hành động như thế nào? Thứ duy nhất họ làm, họ đã nướng một trong những vị sư của họ người mà họ đã gây mê, người họ đã lạm dụng niềm tin, và ngay cả việc nướng người đó đã được thực hiện không phải một cách tự túc vì họ dùng xăng ngoại nhập." Trần Lệ Xuân còn phát biểu: "Tôi sẽ vỗ tay khi thấy một buổi trình diễn thịt nướng nhà sư khác" và "nếu ai thiếu xăng dầu tôi sẽ cho". Trả lời phỏng vấn của ký giả tờ New York Times, Trần Lệ Xuân nói: "Tôi còn thách mấy ông sư (tự thiêu) thêm mười lần nữa. Phương pháp giải quyết vấn đề Phật giáo là phớt lờ, không cần biết tới". Những phát biểu thiếu cân nhắc và quá khích của bà như rót thêm dầu vào tình hình căng thẳng lúc đó.
Khi biết chuyện người Mỹ ép được ông Diệm đi gặp các lãnh tụ Phật giáo và ông đã đưa ra một thông cáo hoà giải chung, bà Xuân đã chê ông Diệm là hèn nhát và yếu mềm như "con sứa".
Đêm 21 tháng 8 năm 1963, Ngô Đình Nhu ra lệnh cho hàng trăm lính dùng súng, lựu đạn và lựu đạn cay tấn công chùa Xá Lợi, hơn 100 nhà sư đã bị bắt và đem giam ở một nơi khác. Đáng chú ý, Ngô Đình Diệm đã gửi cho Trần Lệ Xuân một lá thư yêu cầu bà không được phát ngôn trước công chúng về các vụ đụng độ, vì những lời nhận xét "thịt nướng nhà sư" của bà đã gây ra một thảm họa tuyên truyền đối với chế độ Ngô Đình Diệm đối với công chúng cả trong và ngoài nước Nhưng ngay trong cuộc phỏng vấn vài ngày sau, ký giả Halberstam mô tả bà Xuân "đang ở trong trạng thái hớn hở, nói liến thoắng như một nữ sinh sau buổi nhảy đầm". Bà tuyên bố rằng chính quyền đã nghiền nát nhóm "Phật tử Cộng sản" và cho biết đây là "ngày vui nhất trong đời tôi kể từ ngày chúng tôi đánh tan quân Bình Xuyên năm 1955."
Cha của Trần Lệ Xuân là Trần Văn Chương, đại sứ của chính phủ Ngô Đình Diệm tại Washington lúc bấy giờ, đã từ chức để phản đối thái độ đàn áp Phật giáo. Trong một cuộc phỏng vấn trên phương tiện truyền thông, Ngô Đình Nhu đã phản ứng bằng cách thề sẽ giết bố vợ, tuyên bố rằng vợ mình cũng sẽ tham gia. Ngô Đình Nhu nói: 
"Tôi sẽ cắt đầu lão ta. Tôi sẽ treo lão ta ở giữa quảng trường và để lão ấy treo lủng lẳng ở đó. Vợ tôi (Trần Lệ Xuân) sẽ thắt nút treo cổ vì cô ấy tự hào là người Việt Nam và cô ấy là một người yêu nước"
Để cứu vãn tình hình, Trần Lệ Xuân đã có chuyến công du các trường đại học Mỹ để phát biểu bảo vệ chế độ Sài Gòn. Ngày 17/9/1963, trước một cuộc họp của Quốc hội Mỹ, Trần Lệ Xuân lớn tiếng: "Người ta nói Cộng sản là xấu, nhưng Hoa Kỳ còn đê tiện hơn nhiều!..." và "Các cố vấn Quân sự Mỹ tại miền Nam chỉ là những tên mê gái, tham tiền, giỏi hối lộ và đê tiện, vì đã báo cáo sai (cho chính phủ Mỹ) về gia đình họ Ngô...". Bà còn gọi các Phật tử là "những gã côn đồ khoác áo cà sa". Bà còn tuyên bố rằng đạo Phật sẽ sớm tuyệt tích tại Việt Nam.
Chuyến công du đã trở thành một trò hề, nó không giúp giảm căng thẳng mà còn gây ra lắm rắc rối hơn. Thậm chí cha của bà là Trần Văn Chương, đã phát biểu chống lại Trần Lệ Xuân. Các sinh viên Mỹ giận dữ với sự đàn áp ngày càng gia tăng tại Sài Gòn đã ném vào bà Trần Lệ Xuân trứng gà và những lời lăng mạ. Mẹ của Trần Lệ Xuân thì dự đoán rằng nếu anh em Diệm và Trần Lệ Xuân không sớm chạy khỏi Việt Nam thì tất cả sẽ bị giết Tập đoàn Oram, công ty PR Madison Avenue được thuê để quảng bá hình ảnh của Ngô Đình Diệm ở Mỹ với giá 3.000 đôla mỗi tháng, nhưng họ đã phải chấm dứt hợp đồng ngay trong chuyến thăm của Trần Lệ Xuân với lý do: những phát ngôn của bà Xuân đã phá hoại hình ảnh của chính phủ Ngô Đình Diệm ở Mỹ đến nỗi không gì có thể cứu vãn được.
Các phát biểu vô cảm và thiếu cân nhắc của bà gây kích động những tu sĩ Phật giáo đang đấu tranh chống chính phủ Ngô Đình Diệm, làm xấu đi quan hệ giữa hai bên góp phần làm cho cuộc đấu tranh của Phật giáo lan rộng dẫn đến cuộc đảo chính ngày 1 tháng 11 năm 1963, nền Đệ Nhất Cộng hòa do anh em họ Ngô xây dựng đã sụp đổ.
Sau này Tổng thống Mỹ John F. Kennedy đã giải thích với người bạn thân của mình, ông Paul Red Fay, rằng lý do Hoa Kỳ đưa ra quyết định loại bỏ gia đình họ Ngô, do một phần không nhỏ vì những hành vi khiến tình hình thêm rối loạn của Trần Lệ Xuân. Kennedy nói về Trần Lệ Xuân một cách rất giận dữ:
"Con chó cái chết tiệt đó (That goddamn bitch), nó phải chịu trách nhiệm... Con chó cái đó chõ mũi vào và làm sục sôi tình hình ở đó..."

### Sống lưu vong
Trong tháng 10 năm 1963, Trần Lệ Xuân cùng con gái Ngô Đình Lệ Thủy đi Hoa Kỳ và Roma với dự định sẽ vạch trần âm mưu lật đổ của Tổng thống Kennedy và CIA trước công chúng Mỹ. Ngày 1 tháng 11 năm 1963 Trần Lệ Xuân và con gái đang trú ngụ tại khách sạn sang trọng Wilshire Hotel ở Beverly Hill, California thì cuộc đảo chính xảy ra, chồng và anh chồng bà bị giết.
Theo ký giả David Halberstam, bà Xuân đã may mắn vì nếu bà còn ở Sài Gòn, các tướng đảo chính có thể sẽ giết bà hoặc để mặc cho đám đông dân chúng cuồng nộ treo cổ bà lên.
Sau vụ người chồng Ngô Đình Nhu cùng Ngô Đình Diệm bị sát hại, khi được hỏi có muốn xin tị nạn tại Mỹ hay không, bà Trần Lệ Xuân đã trả lời: "Tôi không thể cư ngụ tại một đất nước mà chính phủ họ đã đâm sau lưng tôi. Tôi tin rằng mọi quỷ sứ ở địa ngục đều chống lại chúng tôi".
Ngày 2 tháng 11 năm 1986, Trần Lệ Xuân tố cáo Mỹ chơi xấu với gia đình bà trong việc bắt giữ Trần Văn Khiêm (em trai bà) về tội giết cha mẹ là ông bà Trần Văn Chương tại nhà riêng ở Washington, D.C. hồi tháng 7 cùng năm.
Ngày 30 tháng 10 năm 1996, Trần Lệ Xuân lên tiếng xin lỗi các Phật tử và xin lỗi cố hòa thượng Thích Quảng Đức về những lời nói của bà về các lãnh đạo Phật giáo trong quá khứ. Trước đó, vào năm 1990, Trần Lệ Xuân đã cho con trai là Ngô Đình Trác tìm gặp hòa thượng Thích Mãn Giác để xin lỗi và cũng nhờ hòa thượng cầu siêu cho song thân. Hòa thượng Thích Mãn Giác đã đồng ý.
Bà qua đời lúc 2 giờ sáng ngày 24 tháng 4 năm 2011 tại một bệnh viện ở Roma, Ý, thọ 87 tuổi.

## Các vụ scandal tình ái
Năm 1962, Trần Lệ Xuân bị một người phụ nữ bắn trúng vai trái tại Đà Lạt. Vụ nổ súng vào Trần Lệ Xuân được thông báo ngay về văn phòng cố vấn chính trị phủ tổng thống. Bà Xuân được một máy bay đặc biệt lên Đà Lạt chở sang Manila (Philippines) để cứu chữa tại một bệnh viện hiện đại của Mỹ. Ngay hôm sau, ông Nhu được cấp dưới mật báo đầy đủ về chuyện người bắn bà Xuân chính là vợ của tướng Trần Văn Đôn, và đây là một vụ đánh ghen nhằm trả đũa việc bà Xuân ngoại tình với tướng Đôn. Ngô Đình Cẩn biết tin nói: "Các anh không nhớ lúc mới cưới chị Xuân về, anh cả tổng đốc Ngô Đình Khôi xem tướng đã nói: "Thứ đàn bà này rồi về sau phá hại cả họ Ngô cho mà coi." Giờ nên cơ sự như này, chẳng lẽ chịu thua à?" Nhưng rồi ông Nhu vẫn bỏ qua tất cả, đánh điện gọi vợ về.
Về sau, bà Trần Lệ Xuân được cho là đã dùng thân xác để đổi lấy việc ký giả Colegrowe viết bài ủng hộ cho chế độ Ngô Đình Diệm. Ông Nhu biết việc này, nhưng ông cũng không khỏi thắc mắc là có phải Trần Lệ Xuân làm việc này vì công việc chung của gia đình hay là do bản thân bà muốn thỏa mãn dục vọng của bản thân.

## Thu gom của cải và đời sống vật chất
Năm 1958, khi họ Ngô đang nắm quyền tối cao ở miền Nam, bà Xuân cho xây ba biệt thự mang tên Bạch Ngọc, Lam Ngọc và Hồng Ngọc, tổng diện tích 13.000 m2. Kiến trúc sư Trần Công Hòa cho biết: "Biệt điện này xếp vào hạng sang trọng, xa hoa bậc nhất Đông Nam Á thời bấy giờ. Giữa Đà Lạt sương lạnh, một hồ bơi ngoài trời được đun nóng bằng hệ thống riêng, đây là công trình độc nhất ở khu vực được xây dựng". Nhiều tài liệu về việc mua đất cho thấy: thửa đất để xây các biệt thự mua vào ngày 14–9–1957, lấy tên là "biệt thự Blanche Naige" ở đường Henri Maitre (nay là Yết Kiêu). Trong khi tiền tệ thời đó còn dùng tiền xu, tiền đồng thì các hóa đơn, bảng kê chi tiết về việc chi tiêu của bà Xuân lên đến tiền triệu.
Giai đoạn 1954–1960, Trần Lệ Xuân chiếm cả một rừng cây quý 200 mẫu tại Định Quán, lấy gỗ chế tạo báng súng xuất khẩu nước ngoài. Vợ chồng bà có phần hùn trong các cơ sở khai thác nước suối Vĩnh Hảo, lông vịt Chợ Lớn, phân chim đảo Hoàng Sa, than Nông Sơn, cát trắng Cam Ranh,...
Có nhiều đồn đoán về số tài sản mà Trần Lệ Xuân sở hữu, về những công ty xe bus, công ty đường, độc quyền than củi, vé số... đều là của Trần Lệ Xuân, có người cho rằng số tài sản của vợ chồng ông Nhu – bà Xuân tổng cộng tới 18 tỉ USD. Năm 1973, cách làm giàu nhanh chóng mặt của vợ chồng Ngô Đình Nhu – Trần Lệ Xuân mới được ông Alfed W. McCoy, chuyên viên chống buôn lậu quốc tế từng là cố vấn tại Tổng nha Cảnh sát thời Ngô Đình Diệm tiết lộ trong tập luận án tiến sĩ "Đông Nam Á: Chính trị dựa vào bạch phiến", viết về nạn buôn bán thuốc phiện tại miền Nam Việt Nam từ 1954 đến 1973. Theo đó, để có tiền tài trợ cho hoạt động chính trị, ông Nhu đã bí mật tiến hành việc buôn bán thuốc phiện với các bang người Hoa ở Chợ Lớn.
Theo giáo sư Huỳnh Văn Lang, cựu Tổng Giám đốc ngân khố Sài Gòn nói rằng: hàng năm Ngô Đình Diệm có một số tiền rất lớn làm quỹ đặc biệt của Phủ Tổng thống, số tiền này ông Diệm hầu như giao cho ông Nhu để trích ra thưởng cho những cán bộ làm công tác đặc biệt như tình báo hay phản gián. Tuy nhiên, ông Nhu lại buộc những cán bộ này phải tự chi trả, còn số tiền các quỹ đen của chính phủ thì Nhu giao hết cho Trần Lệ Xuân làm của riêng. Ông Nhu muốn vợ mình thu gom của cải mà không phải dính dáng gì vào những chuyện bất hợp pháp, đồng thời có thể dễ thao túng cán bộ dưới quyền.

## Gia đình
- Cha: Luật sư Trần Văn Chương, đại sứ Việt Nam Cộng hòa tại Hoa Kỳ
- Chú: Trần Văn Đỗ
- Em: Trần Văn Khiêm
- Chồng: Ngô Đình Nhu, cố vấn tối cao của Tổng thống.

Các con:

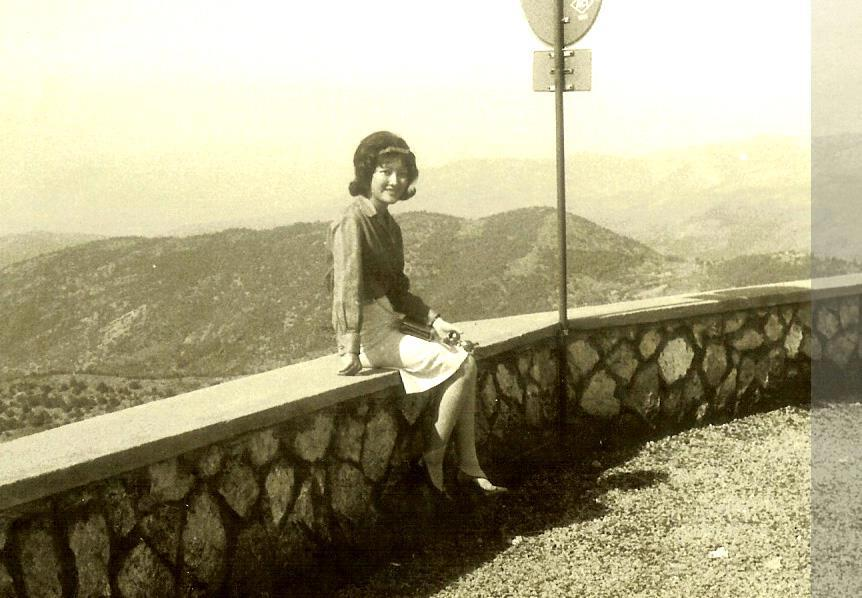
Ngô Đình Lệ Thủy, năm 1963

- Ngô Đình Lệ Thủy (1945-1967), trưởng nữ,[38] đã tử nạn trong một tai nạn ô tô vào ngày 12 tháng 4 năm 1967 ở Longjumeau, Pháp.[39]
- Ngô Đình Trác (1949-2022), tốt nghiệp kỹ sư canh nông, lấy vợ người Ý, có bốn con (3 trai, 1 gái).
- Ngô Đình Quỳnh (1952), tốt nghiệp ESSEC (Trường Kinh tế và Thương mại Pháp), hiện làm cho một công ty Mỹ tại Bruxelles, Bỉ.
- Ngô Đình Lệ Quyên (1959-2012), tiến sĩ Luật Đại học Roma. Bà có chồng là người Ý, con trai (2007) mang họ mẹ trên giấy tờ là Ngô Đình Sơn. Bà mất vì tai nạn giao thông tại Rome ngày 16 tháng 4 năm 2012.[40]

Như vậy, phần lớn người thân của Trần Lệ Xuân đều có kết cục bi thảm: 
- Chồng bà và anh chồng là Ngô Đình Diệm bị quân đảo chính bắn chết. Trần Lệ Xuân do phải lưu vong nên cả mộ của chồng cũng không đến thăm được.
- Người con gái đầu mà bà gắn bó nhất, Ngô Đình Lệ Thủy, sớm qua đời vào ngày 12/4/1967 trong một tai nạn xe hơi.
- Năm 1986, cha mẹ bà được phát hiện bị sát hại tại ngôi nhà ở Washington, D.C. Nghiệt ngã hơn, hung thủ chính là người em trai Trần Văn Khiêm của bà.[41] Ông Khiêm bị truy tố tội giết cha mẹ với động cơ tranh chấp quyền thừa kế, nhưng được miễn án vì bị phát hiện mắc chứng tâm thần, ông khẳng định trước tòa án rằng những kẻ theo chủ nghĩa Do Thái phục quốc đã giết cha mẹ ông ta, theo New York Times.
- Ngày 16/4/2012, người con gái út Ngô Đình Lệ Quyên đã thiệt mạng trong một tai nạn giao thông tại Roma.[20]
- Điều trùng hợp là cả Trần Lệ Xuân lẫn hai con gái của bà đều qua đời vào tháng tư.

## Câu nói nổi tiếng
- Whoever has the Americans as allies does not need enemies. ("Ai đã có Hoa Kỳ là đồng minh thì chẳng cần phải có kẻ thù")[42]
- Let them burn and we shall clap our hands. ("Để cho họ cháy và chúng tôi sẽ vỗ tay." – nhận xét về vụ hòa thượng Thích Quảng Đức tự thiêu)[43]
- What have the Buddhist leaders done comparatively? The only thing they have done, they have barbecued one of their monks whom they have intoxicated, whom they have abused the confidence, and even that barbecuing was done not even with self–sufficient means because they used imported gasoline. (trả lời phỏng vấn của PBS về vụ hòa thượng Thích Quảng Đức tự thiêu)[44]

## Hình ảnh Trần Lệ Xuân trong văn hóa đại chúng
- Trong bộ phim Ván bài lật ngửa, 1982, vai diễn Trần Lệ Xuân do nghệ sĩ Thu Hồng đóng.[45]
- Trong bộ phim Ông cố vấn (1994 - Đạo diễn Lê Dân), vai diễn Trần Lệ Xuân do nghệ sĩ Minh Hòa đóng.